# Tulia (groupe)
Pour l’article homonyme, voir Tulia.
Tulia est un groupe musical polonais formé en 2017 à Szczecin. 
Le groupe est composé de quatre chanteuses : Joanna Sinkiewicz, Dominika Siepka, Patrycja Nowicka et Tulia Biczak, dont le prénom a été choisi pour le nom du groupe.
Le 15 février 2019, le groupe a été sélectionné en interne par Telewizja Polska pour représenter la Pologne au Concours Eurovision de la chanson 2019, où elles terminent à la 11e place.

Joanna Sinkiewicz quitte le groupe en 2019 pour raisons personnelles.

## Discographie

### Albums
| Titre | Détails                                                                                               | Classement | Ventes        | Certifications  |
| Titre | Détails                                                                                               | PL         | Ventes        | Certifications  |
| ----- | --- | ---------- | ------------- | --------------- |
| Tulia | Sortie : 25 mai 2018 - Label : Universal Music Polska - Format : Téléchargement numérique, CD, vinyle | 7          | - PL : 30 000 | - POL : Platine |

### Singles
| Titre                   | Année | Classement | Album |
| Titre                   | Année | PL         | Album |
| ----------------------- | ----- | ---------- | ----- |
| Enjoy the Silence       | 2017  | —          | Tulia |
| Nieznajomy              | 2018  | —          | Tulia |
| Jeszcze Cię nie ma (pl) | 2018  | 8          | Tulia |
| Wstajemy już            | 2018  | —          | Tulia |
| Pali się                | 2018  | —          | Tulia |

## Prix et nominations
| Année | Concours       | Catégorie                       | Résultat   |
| ----- | -------------- | ------------------------------- | ---------- |
| 2019  | Fryderyki 2019 | Début phonographique de l'année | Nomination |
| 2019  | Fryderyki 2019 | Nouvelle réalisation (Tulia)    | Nomination |